# Maytenus basidentata
Maytenus basidentata är en benvedsväxtart som beskrevs av Reiss. Maytenus basidentata ingår i släktet Maytenus och familjen Celastraceae. Inga underarter finns listade.